# Anker (bier)
Anker is een biermerk dat wordt geproduceerd door PT Delta Djakarta in Bekasi bij Jakarta in Indonesië. Het is een pilsenerbier met een alcoholpercentage van 4,5%. Na Bintang is Anker een van de bekendste Indonesische biermerken. 

## Geschiedenis
Anker bier is in 1932 geïntroduceerd door de Duitse brouwerij Beck's waarvoor in Batavia de Archipel Brouwerij is gebouwd. Het handelshuis Geo Wehry & Co vormde de directie van het bedrijf. Naast Anker werden ook enkele andere biermerken en frisdranken geproduceerd.
Na de Duitse aanval op Nederland in 1940 werd het bedrijf van Beck's in beslag genomen en voortgezet als de De Oranje Brouwerij. In 1946 werd het overgenomen door brouwerij De Drie Hoefijzers uit Breda. In de jaren '50 werd de brouwerij door de Indonesische staat genationaliseerd. In 1970 werd de naam gewijzigd in PT Delta Djakarta.
In de jaren '90 kreeg de San Miguel Corporation een meerderheidsbelang in het bedrijf. De Hoofdstedelijke Regio (DKI) Jakarta heeft eveneens een groot belang in de PT Delta Djakarta. In 1997 besloot men de brouwerij te verplaatsen van Noord-Jakarta naar een nieuwe locatie buiten de stad in Bekasi.